# Margarita y los hombres
Margarita y los hombres es una obra de teatro en dos actos, de Edgar Neville, estrenada en 1934.

## Argumento
Margarita es una joven mecanógrafa, soñadora pero desgraciada por su fealdad. Un mal día, sufre un atropello por un coche y queda desfigurada, debiendo someterse a una operación de cirugía estética, que la torna una mujer hermosa adorada por todos los hombres. Sin embargo la infelicidad de Margarita no desaparece, pues sus relaciones con el sexo opuesto no dejan de ser problemáticas y conflictivas.

## Representaciones destacadas
- Teatro Benavente, Madrid. 9 de febrero de 1934. Estreno
  - Intérpretes: Carmen Carbonell (Margarita), Antonio Vico, Manuel París, Enrique Vico.

- Televisión española. Estudio 1. 1 de mayo de 1981.
  - Dirección: Pedro Pérez Oliva.
  - Intérpretes: María José Alfonso (Margarita), Pastor Serrador, Salomé Guerrero, Inés Morales, Luis Barbero, María Rus, Juan Meseguer, Pedro del Río, Antonio Gamero.